# بروس إروين
بروس إروين (بالإنجليزية: James Bruce Irwin)‏ هو عالم نبات نيوزيلندي، ولد في 1921 في وانجانوي في نيوزيلندا، وتوفي في 2012.